# Dassault Group
Dassault Group (полностью Groupe Industriel Marcel Dassault SAS, «Промышленная группа Марселя Дассо») — французская группа компаний с интересами в авиастроении (Dassault Aviation), программном обеспечении (Dassault Systèmes), издательском деле (Groupe Figaro) и в других отраслях. Основана Марселем Дассо и контролируется его потомками.

## История

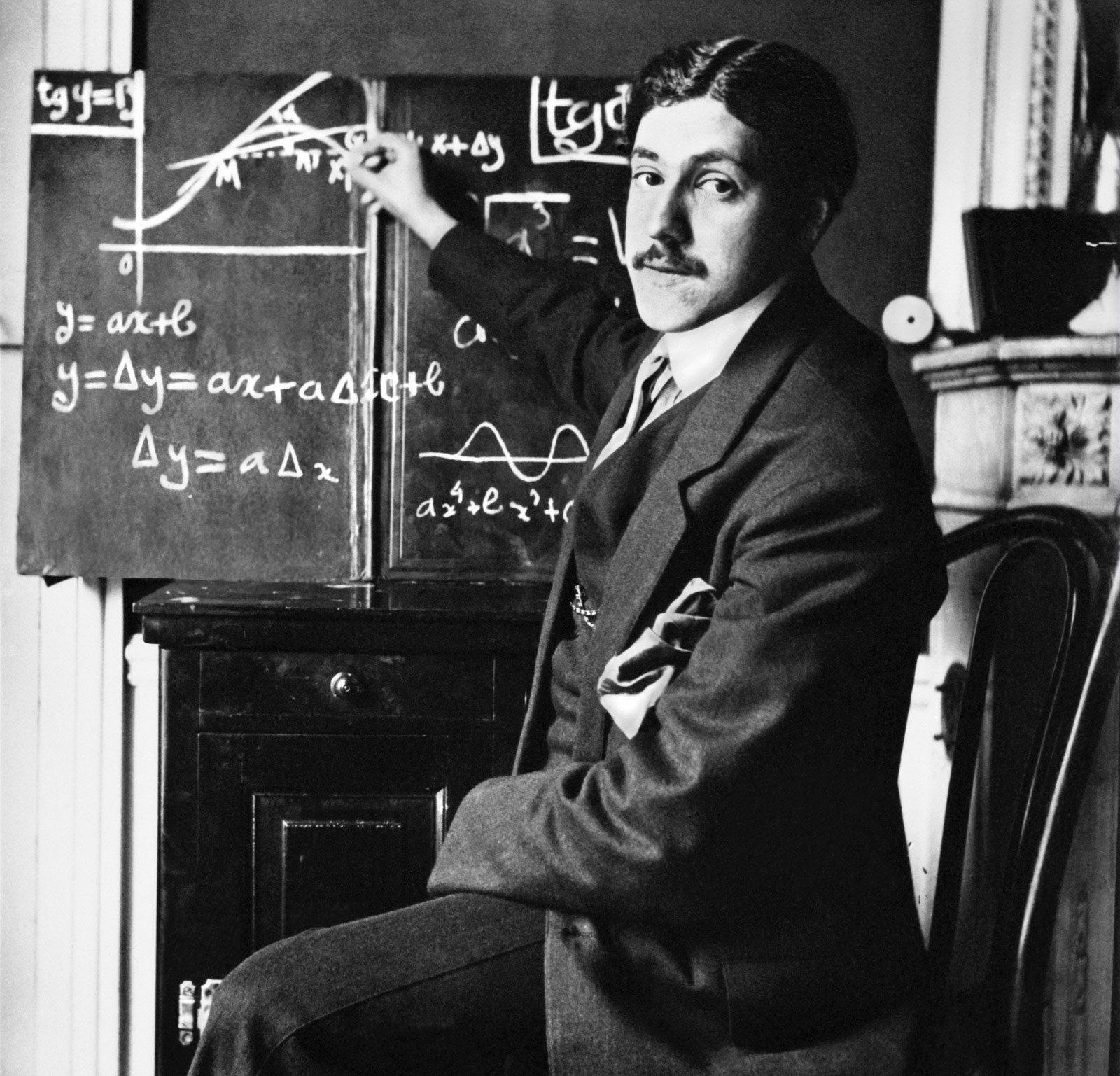
Марсель Блох — около 1914 года

Основателем группы является Марсель Фердинанд Блох (Marcel-Ferdinand Bloch, род. 22 января 1892 года). В годы Первой мировой войны он производил пропеллеры для французской военной авиации. Блох вновь занялся авиастроением в начале 1930-х годов, создав свою компанию, которая, в частности выпускала истребитель Bloch 150. В 1944 году Блох был арестован и провёл несколько месяцев в концлагере Бухенвальд. После окончания Второй мировой войны Блох сменил фамилию на Дассо и основал новую компанию Avions Marcel Dassault («Самолёты Марселя Дассо»). Ею были разработаны такие военные самолёты, как Ouragan (1951 год), Mystère (1954 год), Mirage 2000 (1978 год) и Rafale (1986 год). В 1963 году начался выпуск бизнес-джетов под брендом Falcon; в 1972 году для их продажи и обслуживания в США была создана Falcon-jet Corporation. В 1967 году была куплена французская авиастроительная компания Breguet Aviation (основана в 1911 году).
В 1955 году Марсель Дассо приобрёл винодельческое хозяйство Château Couperie, переименованное в Château Dassault (коммуна Сент-Эмильон); позже в этом регионе были куплены ещё два хозяйства: Château La Fleur в 2002 году и Château Faurie de Souchard в 2013 году.

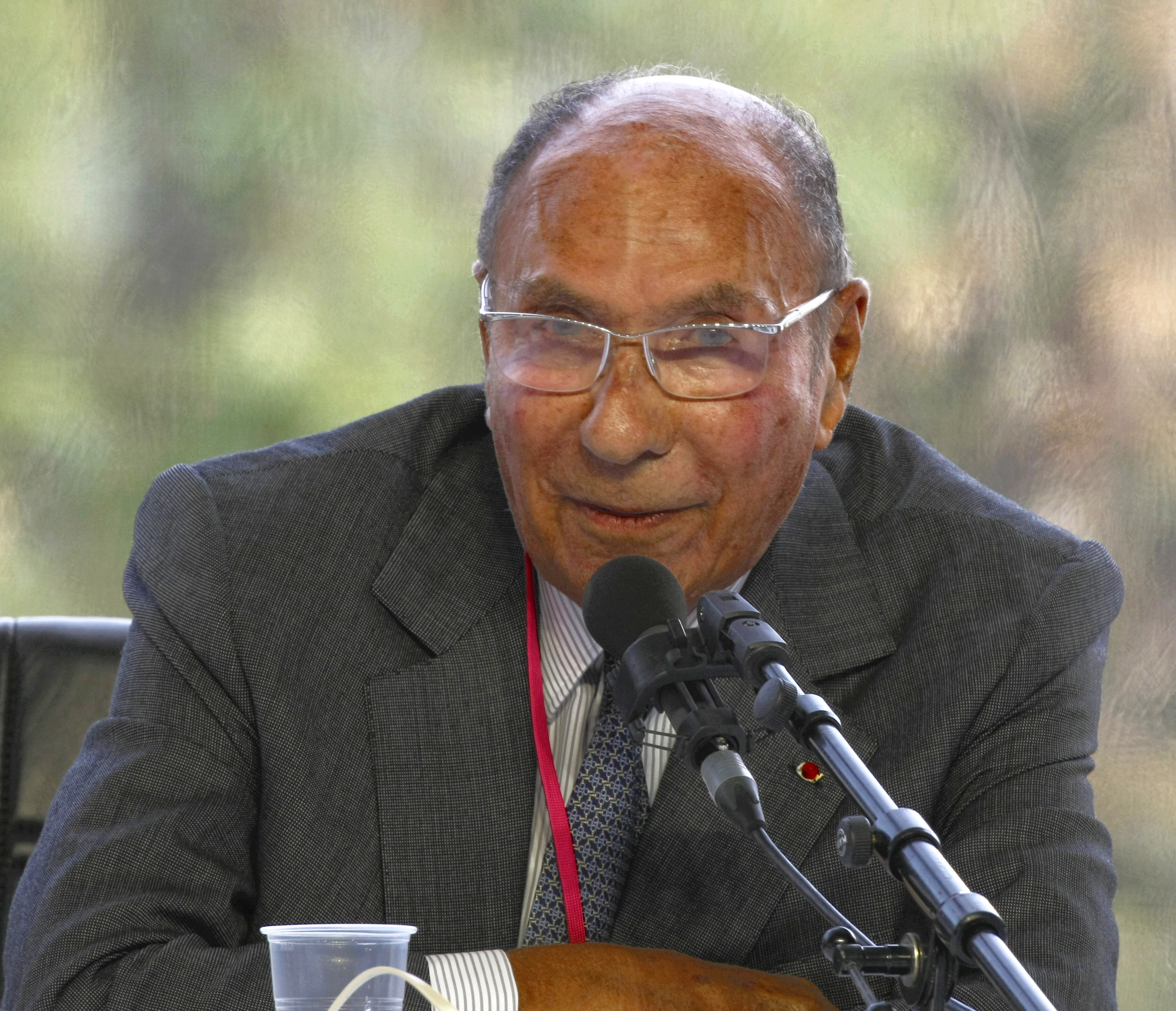
Серж Дассо — 2009

В 1970-х годах Марсель Дассо оставался основным акционером компании и считался самым богатым человеком Франции, и в то же время начиная с 1958 года неоднократно избирался в Национальное собрание от правых партий. К концу десятилетия политическая карьера начала создавать для компании проблемы — политические оппоненты обвиняли Марселя Дассо в уклонении от уплаты налогов, использовании средств компании в личных целях (в частности на строительства дворца), продаже военных самолётов всем, кто готов был заплатить. С приходом в 1979 году к власти «левых» правительство купило 21-процентную долю в компании Dassault Aviation, а в 1981 году увеличило свою долю до 46 % акционерного капитала и 63 % голосов. Марсель Дассо умер 18 апреля 1986 года, во главе компании его сменил сын Серж Дассо.
В 1981 году была основана компания Dassault Systèmes, занявшаяся компьютерным моделированием; её программами пользуются такие компании, как Boeing, Lockheed Martin и Airbus.
В 1998 году государственный пакет акций Dassault Aviation был передан компании Aerospatiale (впоследствии ставшей Airbus Group). В ноябре 2014 года Airbus Group продала 8 % акций Dassault Aviation, а в марте 2015 года — ещё 17,5 %; часть этих акций приобрела Dassault Group.
В 2002 году у L’Oréal был куплен аукционный дом Artcurial, специализировавшийся на предметах искусства. В 2017 году он приобрёл агента по недвижимости John Taylor (основан в 1864 году в Каннах)
После смерти в 2018 году Сержа Дассо группа досталась его четырём детям: Лорану Дассо, Тьерри Дассо, Оливье Дассо (ум. в 2021 году) и Мари-Элен Абер-Дассо. Их состояние на начало 2023 года оценивалось в 7,4 млрд долларов.

## Структура группы
Основными дочерними составляющими группы являются:
- Dassault Aviation — одна из крупнейших авиастроительных компаний Франции, производит военные самолёты (истребители Mirage 2000 и Rafale, беспилотник nEUROn) и бизнес-джеты Falcon. Также является основным акционером производителя военной электроники Thales (25 %). 12 400 сотрудников[12], выручка — 7,25 млрд евро, рыночная капитализация — 13,5 млрд евро[13].
- Dassault Systèmes — разработка программного обеспечения для 3D-дизайна, создания цифровых макетов и управления жизненным циклом продукта (PLM); 20 496 сотрудников[14], выручка — 4,86 млрд евро, рыночная капитализация — 45,9 млрд евро[15].
- Groupe Figaro[англ.] — создана на основе купленного в 2004 году медиахолдинга Socpresse, переименована в 2011 году после продажи большинства активов. В группе 1850 сотрудников. Группе принадлежат газета Le Figaro, журналы Madame Figaro, TV Magazine, Le Figaro Magazine, Le Figaro Histoire, Figaro Golf, Figaro Santé, Figaro enchères, Figaro nautisme и Figaro Bourse, Le Particulier, а также интернет-группа CCM Benchmark (сайты Journal des Femmes, Journal du Net, Droit-Finances, L’Internaute)[16].
- Immobilière Dassault — компания занимается сдечей в аренду торговой и офисной недвижимости; ей принадлежит 21 объект недвижимости в центральной и западной части Парижа стоимостью более 700 млн евро[17].
- Artcurial — аукционный дом, осуществляющий продажу скаковых лошадей, недвижимости, произведений искусства, коллекций вин и других товаров; 120 сотрудников[18].
- Dassault Wine Estates — винодельческое хозяйство Château Dassault (коммуна Сент-Эмильон)[19].